# Anthidium rafaeli
Anthidium rafaeli är en biart som beskrevs av Urban 2001. Anthidium rafaeli ingår i släktet ullbin, och familjen buksamlarbin. Inga underarter finns listade i Catalogue of Life.